# MontenegroSong
MontenegroSong ist ein montenegrinisches Musikfestival, das in den Jahren 2007 und 2008 vom öffentlich-rechtlichen Rundfunk des Landes (RTCG) veranstaltet wurde. Es diente dazu, den Kandidaten zum Eurovision Song Contest zu finden. Seit 2009 findet die Veranstaltung nicht mehr statt, da RTCG zu internen Beitragsauswahlen überging, beziehungsweise 2010 und 2011 dem Wettbewerb fernblieb.

## 2007
Der 1. MontenegroSong fand am 25. Februar 2007 statt. Insgesamt zehn Beiträge wurden ausgewählt, die darum konkurrierten, Montenegros erster Eurovisionsbeitrag zu werden; die Reihenfolge war eine Woche zuvor live im Fernsehen bestimmt worden. Als Pausenfüller stellten Koldun aus Belarus und Alenka Gotar aus Slowenien ihre Beiträge für den Eurovision Song Contest 2007 vor, zudem trat die Gruppe No Name auf. Sie gewann 2005 und 2006 die serbisch-montenegrinischen Vorentscheidungen zum Eurovision Song Contest.
Der Gewinner wurde allein durch eine Telefonabstimmung bestimmt.
| Nr. | Interpret                   | Lied                   | Anrufe | Platz |
| --- | --------------------------- | ---------------------- | ------ | ----- |
| 01  | Marko Vukčević              | Svaki put me tebi vodi | 0841   | 03.   |
| 02  | Crveno i Crno               | Luda sam bez tebe      | 0137   | 10.   |
| 03  | Grim                        | Kada ona ljubi te      | 0573   | 05.   |
| 04  | Milena Vidaković            | Duga                   | 0372   | 06.   |
| 05  | Nina Petković & Dan Poslije | Anđele                 | 0604   | 04.   |
| 06  | Rolly                       | Kad se sjetim          | 0261   | 09.   |
| 07  | Stefan Filipović            | Ne mogu bez tebe       | 2842   | 02.   |
| 08  | Dalibor Đurović             | Zašto                  | 0323   | 07.   |
| 09  | Stevan Faddy                | ’Ajde, kroči           | 4749   | 01.   |
| 10  | Ivana Radinović             | Nemam snage            | 0302   | 08.   |

Stevan Faddy wurde somit für den Eurovision Song Contest 2007 in Helsinki ausgewählt. Dort erreichte er mit seinem Lied im Halbfinale nur den 22. Platz bei 28 Teilnehmern, konnte sich also nicht fürs große Finale qualifizieren. 

## 2008
Der 2. MontenegroSong fand am 27. Januar 2008 statt. Im Vergleich zum Vorjahr wurde das Format verändert, die Interpreten stellten nunmehr nicht ihre potenziellen Wettbewerbsbeiträge vor, sondern sangen ähnlich wie in einer Castingshow Titel anderer Künstler nach. Das endgültige Lied wurde später von einer Senderjury ausgewählt. In der Wertungspause trat der belarussische Kandidat Ruslan Aljachno mit seinem Beitrag Hasta La Vista auf, zudem waren Elvir Laković Laka, Vertreter Bosnien und Herzegowinas, Vorjahresvertreter Stevan Faddy und Milanca Rasic vom mazedonischen Rundfunk anwesend.
| Nr. | Interpret        | 1. Lied (Originalinterpret)                   | 2. Lied (Originalinterpret)    | Anrufe | Platz |
| --- | ---------------- | --------------------------------------------- | ------------------------------ | ------ | ----- |
| 1   | Andrea Demirović | I Will Always Love You (Whitney Houston)      | La reina de la noche (Mirela)  | 1300   | 2.    |
| 2   | Grim             | The Power of Love (Frankie Goes to Hollywood) | Zacaran (Grim)                 | 0345   | 5.    |
| 3   | Jelena Kažanegra | The Best (Tina Turner)                        | Kao mačka (Fit)                | 0377   | 4.    |
| 4   | Knez             | Balerina (Makadam)                            | Nijedna zena za svijetu (Knez) | 0567   | 3.    |
| 5   | Kaja             | Here I Go Again (Whitesnake)                  | ?                              | 0341   | 6.    |
| 6   | Stefan Filipović | Za nju (Stefan Filipović)                     | Nebo i more (Stefan Filipović) | 3325   | 1.    |

Nach dieser Entscheidung beauftragte RTCG Komponisten, Lieder zu schreiben. Aus vier finalen Vorschlägen wurde das Lied Ne daj mi da poludim der mazedonischen Komponisten Grigor Koprov und Ognen Nedelkovski ausgewählt. Am 8. März wurde es der Öffentlichkeit vorgestellt, sowie unter dem neuen Titel Zauvijek volim te neu arrangiert. Beim Eurovision Song Contest 2008 in Belgrad scheiterte Stefan Filipović ebenso wie Stevan Faddy am Finaleinzug; er erreichte den 14. Platz bei 19 Liedern im ersten Halbfinale.